# Odechów (gromada)
Odechów – dawna gromada, czyli najmniejsza jednostka podziału terytorialnego Polskiej Rzeczypospolitej Ludowej w latach 1954–1972.
Gromady, z gromadzkimi radami narodowymi (GRN) jako organami władzy najniższego stopnia na wsi, funkcjonowały od reformy reorganizującej administrację wiejską przeprowadzonej jesienią 1954 do momentu ich zniesienia z dniem 1 stycznia 1973, tym samym wypierając organizację gminną w latach 1954–1972.
Gromadę Odechów siedzibą GRN w Odechowie utworzono – jako jedną z 8759 gromad na obszarze Polski – w powiecie radomskim w woj. kieleckim, na mocy uchwały nr 13i/54 WRN w Kielcach z dnia 29 września 1954. W skład jednostki weszły obszary dotychczasowych gromad Edwardów, Grabina, Kobylany, Kłonowiec-Kurek, Kłonowiec-Koracz, Miasteczko, Odechów, Odechowiec i Wólka Twarogowa ze zniesionej gminy Skaryszew w tymże powiecie. Dla gromady ustalono 27 członków gromadzkiej rady narodowej.
1 stycznia 1969 do gromady Odechów przyłączono obszar zniesionej gromady Niedarczów.
Gromada przetrwała do końca 1972 roku, czyli do kolejnej reformy gminnej.